# La Belle Diplomate
Pour plus de détails, voir Fiche technique et Distribution.
La Belle Diplomate (Frauen sind doch bessere Diplomaten) est un film allemand en couleurs, sorti en 1941. 
Il s'agit du premier film allemand tourné en pellicules Agfacolor : le tournage commencé en 1939, affronta ensuite de nombreuses difficultés techniques, qui retardèrent la sortie.

## Synopsis
En 1848, la danseuse Marie-Luise aide son oncle a garder ouvert son casino que veut faire fermer l'Assemblée nationale de Francfort, qui envoie les troupes hanovriennes pour faire respecter sa volonté.

## Fiche technique
- Titre original : Frauen sind doch bessere Diplomaten
- Titre français : La Belle Diplomate
- Réalisation : Georg Jacoby
- Scénario : Karl Georg Külb et Gustav Kampendonk d'après le roman de Hans Flemming
- Musique : Franz Grothe
- Pays de production : Troisième Reich
- Genre : musical
- Date de sortie : 1941

## Distribution
- Marika Rökk : Marie-Luise Pally
- Willy Fritsch : Rittmeister von Karstein
- Aribert Wäscher : Der Landgraf
- Hans Leibelt : Geheimrat Berger
- Ursula Herking : Mariechen
- Herbert Hübner : Dr Schuster
- Georg Alexander : Viktor Sugorsky
- Leo Peukert : Der Bürgermeister
- Karl Günther : Der General
- Rudolf Carl : Karl
- Ewald Wenck
- Karel Stepanek : Kellner